# Jasseron
Jasseron és un municipi francès situat al departament de l'Ain i a la regió d'Alvèrnia-Roine-Alps. L'any 2007 tenia 1.394 habitants.

## Demografia

### Població
El 2007 la població de fet de Jasseron era de 1.394 persones. Hi havia 505 famílies de les quals 107 eren unipersonals (41 homes vivint sols i 66 dones vivint soles), 156 parelles sense fills, 217 parelles amb fills i 25 famílies monoparentals amb fills.
La població ha evolucionat segons el següent gràfic:
Habitants censats

### Habitatges
El 2007 hi havia 572 habitatges, 507 eren l'habitatge principal de la família, 26 eren segones residències i 39 estaven desocupats. 503 eren cases i 68 eren apartaments. Dels 507 habitatges principals, 393 estaven ocupats pels seus propietaris, 102 estaven llogats i ocupats pels llogaters i 11 estaven cedits a títol gratuït; 6 tenien una cambra, 25 en tenien dues, 56 en tenien tres, 131 en tenien quatre i 289 en tenien cinc o més. 430 habitatges disposaven pel capbaix d'una plaça de pàrquing. A 154 habitatges hi havia un automòbil i a 327 n'hi havia dos o més.

### Piràmide de població
La piràmide de població per edats i sexe el 2009 era:
| Homes | Edats   | Dones |
| ----- | ------- | ----- |
| 0     | 95 o +  | 4     |
| 4     | 90 a 94 | 20    |
| 0     | 85 a 89 | 36    |
| 0     | 80 a 84 | 12    |
| 20    | 75 a 79 | 52    |
| 28    | 70 a 74 | 36    |
| 28    | 65 a 69 | 12    |
| 28    | 60 a 64 | 40    |
| 36    | 55 a 59 | 36    |
| 36    | 50 a 54 | 28    |
| 52    | 45 a 49 | 76    |
| 64    | 40 a 44 | 28    |
| 56    | 35 a 39 | 52    |
| 24    | 30 a 34 | 40    |
| 24    | 25 a 29 | 20    |
| 12    | 20 a 24 | 12    |
| 28    | 15 a 19 | 36    |
| 60    | 10 a 14 | 80    |
| 40    | 5 a 9   | 44    |
| 24    | 0 a 4   | 28    |

## Economia
El 2007 la població en edat de treballar era de 868 persones, 675 eren actives i 193 eren inactives. De les 675 persones actives 655 estaven ocupades (351 homes i 304 dones) i 19 estaven aturades (6 homes i 13 dones). De les 193 persones inactives 84 estaven jubilades, 74 estaven estudiant i 35 estaven classificades com a «altres inactius».

### Ingressos
El 2009 a Jasseron hi havia 543 unitats fiscals que integraven 1.473,5 persones, la mediana anual d'ingressos fiscals per persona era de 21.545 €.

### Activitats econòmiques
Dels 56 establiments que hi havia el 2007, 1 era d'una empresa alimentària, 1 d'una empresa de fabricació de material elèctric, 3 d'empreses de fabricació d'altres productes industrials, 8 d'empreses de construcció, 15 d'empreses de comerç i reparació d'automòbils, 3 d'empreses de transport, 6 d'empreses d'hostatgeria i restauració, 2 d'empreses financeres, 1 d'una empresa immobiliària, 8 d'empreses de serveis, 5 d'entitats de l'administració pública i 3 d'empreses classificades com a «altres activitats de serveis».
Dels 18 establiments de servei als particulars que hi havia el 2009, 1 era un taller de reparació d'automòbils i de material agrícola, 1 autoescola, 1 paleta, 3 guixaires pintors, 1 fusteria, 1 lampisteria, 1 electricista, 3 perruqueries i 6 restaurants.
Dels 5 establiments comercials que hi havia el 2009, 1 era una botiga de més de 120 m², 1 una botiga de menys de 120 m², 1 una fleca, 1 una peixateria i 1 una joieria.
L'any 2000 a Jasseron hi havia 18 explotacions agrícoles que ocupaven un total de 536 hectàrees.

## Equipaments sanitaris i escolars
El 2009 hi havia una escola elemental.

## Poblacions més properes
El següent diagrama mostra les poblacions més properes.